# Lars and the Real Girl
Lars and the Real Girl is een Amerikaanse tragikomedie-film uit 2007. Deze werd geregisseerd door Craig Gillespie en geproduceerd door Sarah Aubrey, John Cameron en Sidney Kimmel. Lars and the Real Girl werd genomineerd voor de Oscar voor beste originele script en won daarvoor daadwerkelijk een National Board of Review Award. Hoofdrolspeler Ryan Gosling werd genomineerd voor een Golden Globe en won onder meer een Satellite Award.

## Verhaal
Lars Lindstrom (Gosling) is een goedaardige, maar extreem mensenschuwe man die sociale gelegenheden als het even kan mijdt. Contacten met vrouwen gaat hij liefst helemaal uit de weg. Hun aanrakingen doen hem zelfs (psychosomatisch) pijn. Lars' moeder overleed toen ze van hem beviel, waarna hij alleen opgroeide bij zijn vader. Sinds ook die stierf, woont hij in de garage van zijn oudere broer Gus. Diens vrouw Karin probeert Lars met grote regelmaat uit zijn schulp te krijgen, maar met zeer beperkt succes.
Een collega op zijn werk laat Lars een website zien van een bedrijf dat levensgrote, zo realistisch mogelijke vrouwenpoppen verkoopt. Hij bestelt er in het geheim een en noemt die Bianca. Wanneer hij 'haar' vervolgens voorstelt als zijn vriendin aan Gus en Karin, horen die hem met grote verbazing aan. Lars blijkt Bianca als volledig echt te zien, praat met haar en laat haar alles ondernemen wat een echt mens doet; eten, aan- en uitkleden, slapen in bed, televisie kijken, bordspellen, etc. Karin stelt hem daarom voor om met Bianca naar hun arts te gaan, 'om zeker te weten dat Bianca helemaal gezond is'. De dokter adviseert Karin en Gus om mee te gaan in Lars fantasie en hem regelmatig met Bianca bij haar langs te laten komen voor controles. Het hele dorpje waarin Lars woont, werkt mee om Lars in de waan te laten dat zijn vriendin echt is. Hierdoor komt hij langzaam maar zeker meer en meer onder de mensen en bloeit hij steeds meer op.

## Achtergrond
Scenarioschrijfster Nancy Oliver kwam op het idee voor 'Lars and the Real Girl' toen ze stuitte op Realdoll, makers van anatomisch correcte sekspoppen. Toen dacht ze waarom niet? Er zijn zoveel mensen die moeite hebben om contact te maken en toch geborgenheid willen voelen. Waarom geen relatie met een pop? Voor Ryan Gosling de taak om een man te spelen met een sociale fobie. Om zich in te leven in zijn rol sliep Ryan tijdens de opnames in het garage-appartement van Lars.

## Rolbezetting
| Acteur               | Personage       |
| -------------------- | --------------- |
| Ryan Gosling         | Lars Lindstrom  |
| Emily Mortimer       | Karin Lindstrom |
| Paul Schneider       | Gus Lindstrom   |
| R. D. Reid           | Reverend Bock   |
| Kelli Garner         | Margo           |
| Nancy Beatty         | Mrs. Gruner     |
| Doug Lennox          | Mr. Hofstedtler |
| Joe Bostick          | Mr. Shaw        |
| Liz Gordon           | Mrs. Schindler  |
| Nicky Guadagni       | Mrs. Petersen   |
| Patricia Clarkson    | Dagmar          |
| Karen Robinson       | Cindy           |
| Maxwell McCabe-Lokos | Kurt            |
| Billy Parrott        | Erik            |
| Sally Cahill         | Deb             |
| Angela Vint          | Sandy           |
| Liisa Repo-Martell   | Laurel          |
| Boyd Banks           | Russell         |
| Darren Hynes         | Moose           |
| Víctor Gómez         | Hector          |
| Tommy Chang          | Nelson          |
| Arnold Pinnock       | Baxter          |
| Joshua Peace         | Jerry           |
| Aurora Browne        | Lisa            |
| Alec McClure         | Steve           |
| Tannis Burnett       | Zuster Amy      |
| Lauren Ash           | Holly           |
| Lindsey Connell      | Victoria        |